# Chigadolli, Gokak
Chigadolli là một làng thuộc tehsil Gokak, huyện Belgaum, bang Karnataka, Ấn Độ.